# Phyllocrania
Phyllocrania, conocida como mantis fantasma, es un género de mantis en la familia Hymenopodidae. 
Suelen habitar en Australia y África .